# Cephalocereus multiareolatus
Cephalocereus multiareolatus ist eine Pflanzenart aus der Gattung Cephalocereus in der Familie der Kakteengewächse (Cactaceae). Das Artepitheton multiareolatus leitet sich von den lateinischen Worten multi- für ‚viele‘ sowie areolatus für ‚mit Areolen‘ ab.

## Beschreibung
Cephalocereus multiareolatus wächst einzeln und erreicht eine Wuchshöhe von 7 bis 12 Metern. Die säulenförmigen, trübgrünen Triebe weisen Durchmesser von 10 bis 15 Zentimetern auf. Die etwa 20 Rippen sind breit und im Querschnitt dreieckig. Der einzelne dunkelrote Mitteldorn, der auch fehlen kann, ist 1,2 bis 3,5 Zentimeter lang. Die drei bis sechs anfangs braunen oder bräunlich roten Randdornen vergrauen im Alter. Sie sind etwas biegsam und bis 3,5 Zentimeter lang.
Die röhrenförmigen bis leicht glockenförmigen Blüten erscheinen sowohl in der Nähe der Triebspitzen als auch entlang des gesamten Triebes. Sie sind rötlich purpurfarben und 2,5 bis 4,5 Zentimeter lang. Ihr Perikarpell und die Blütenröhre sind mit Höckern und dreieckigen, am Rand gefransten Schuppen besetzt. Während der Blütezeit sind sie kahl. Die fast kugelförmigen Früchte sind 2 bis 3 Zentimeter lang und reißen unregelmäßig auf.

## Verbreitung und Systematik
Cephalocereus multiareolatus ist im mexikanischen Bundesstaat Guerrero verbreitet.
Die Erstbeschreibung als Cephalocereus mezcalaensis var. multiareolatus erfolgte 1948 durch Elmer Yale Dawson. Héctor J. Tapia und Salvador Arias Montes erhoben die Varietät in den Rang einer Art. Weitere nomenklatorische Synonyme sind Neobuxbaumia mezcalaensis var. multiareolata (E.Y.Dawson) E.Y.Dawson (1952), Neobuxbaumia multiareolata (E.Y.Dawson) Bravo, Scheinvar & Sánchez-Mej. (1972) und Carnegiea mezcalaensis var. multiareolata (E.Y.Dawson) P.V.Heath (1992).

## Nachweise